# Малый Талдыколь
Малый Талдыколь, или Киши Талдыколь (каз. Кіші Талдыкөл), — осушенное и застроенное в 2010-е годы озеро в столице Казахстана, городе Астана. Высота над уровнем моря — 343,3 м.
Находилось на левом берегу реки Ишим между озером Талдыколь и современным проспектом Туран, приблизительно от торгового комплекса Хан Шатыр на севере до перекрёстка с проспектом Улы Дала на юге.